# Comuna Bahva, Mankivka
Bahva (în ucraineană Багва) este o comună în raionul Mankivka, regiunea Cerkasî, Ucraina, formată din satele Bahva (reședința) și Uleanivka.

## Demografie
Componența lingvistică a comunei Bahva
     Ucraineană (98,9%)
     Alte limbi (1,11%)
Conform recensământului din 2001, majoritatea populației comunei Bahva era vorbitoare de ucraineană (98,9%), existând în minoritate și vorbitori de alte limbi.